# Théotokis
Pour les articles homonymes, voir Théotokis (homonymie).

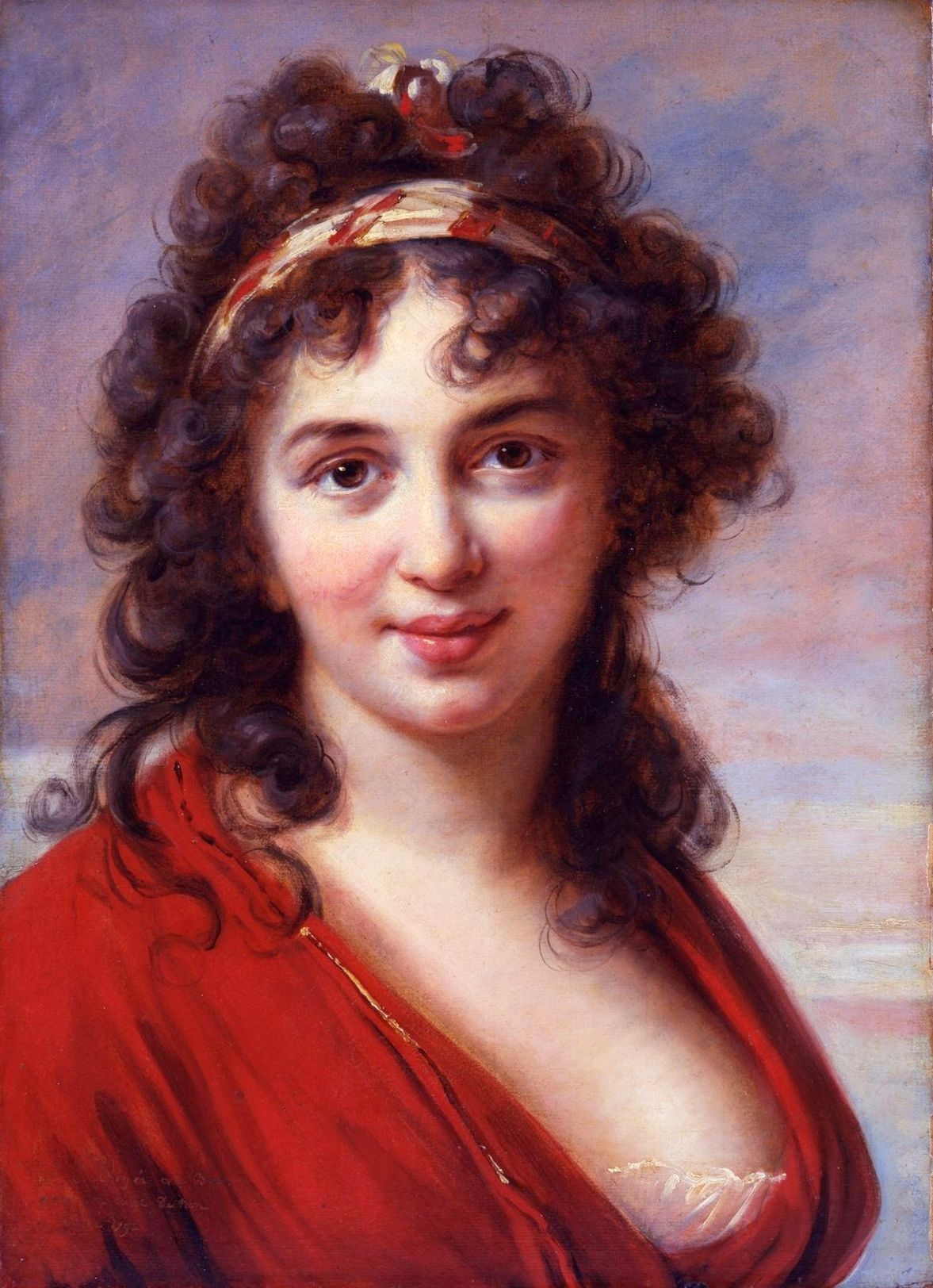
Isabella Teotochi Albrizzi, portrait par Élisabeth Vigée Le Brun.

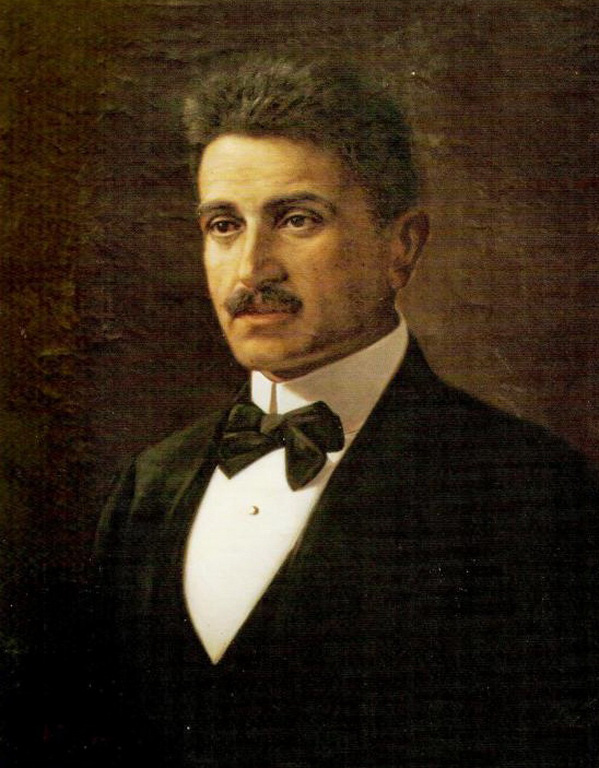
, portrait par Andréas Vranas.

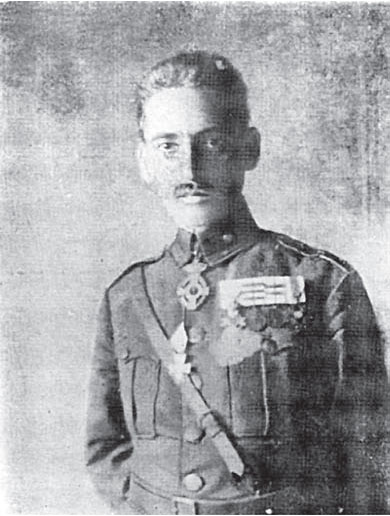
Dimitrios Théotokis pendant la guerre gréco-turque.

La famille Théotokis (en grec : Θεοτόκης; en italien : Teotochi ou Teotocchi), originaire de Corfou, a donné à la Grèce et aux îles Ioniennes plusieurs personnalités politiques et littéraires de premier ordre.
Originaire de l'Empire byzantin selon la tradition, elle s'installe à Corfou après la chute de Constantinople via Athènes et Nauplie, étant entrée au service de la république de Venise. Elle est inscrite dès 1525 sur le Libro d'Oro qui recense la noblesse de Corfou. Elle se divise en plusieurs branches, qui sont dénommées d'après leur lieu de résidence par Eugène Rizo Rangabé (el) afin de les différencier:
- La branche comtale aînée Calocardaréi (Καλοκαρδαρέοι) ou Spilia (της Σπηλιάς, « de la grotte  », nom d'un quartier de Corfou)
- La branche baroniale Stathachi (Σταθάκια) ou del Santo (του Αγίου, en référence à la proximité de l'église du saint-patron de Corfou saint Spyridon)
- La branche Sclebuni (Σκλεμπούνη)
- La branche Zammarco (Ζαμμάρκο ou του Σαν Μάρκο, en référence à saint Marc)
- La branche Daviazzo (Νταβιάτζο) ou « des politiques » qui s'illustra en occupant des fonctions publiques et donna plusieurs Premiers ministres à la Grèce.
- La branche comtale des Androutselli (el)

Voici ci-dessous quelques membres célèbres de cette famille.

## Rameau «Calocardaréi»
Cette famille reçoit en 1699 le titre de comte en primogéniture de la part du duc Charles III Ferdinand de Mantoue, titre étendu à tous les membres de la famille par décret du doge Ludovico Manin du 10 octobre 1796.
- Alexandre Théotokis (Αλέξανδρος Θεοτόκης, 1516-1600), militaire ayant combattu au siège de Corfou, racheté de captivité à Constantinople en 1573, plus tard provéditeur de la république de Venise
- Nicolas Théotokis, fils de Georges (Νικόλαος Γ. Θεοτόκης, mort en 1603), neveu du précédent, gouverneur civil et militaire de Parga en 1591
- Nicolas Théotokis, fils de Marc (Νικόλαος Μ. Θεοτόκης, 1631-1686), petit-fils du précédent, tige de la branche comtale. Ses descendants se sont vus attribuer le titre de comte en 1699 à la suite de ses services contre les Turcs pendant la guerre de Crète.
- Comte Georges Théotokis (Γεώργιος Θεοτόκης, 1677-1734), militaire et homme politique, fils du précédent, qui s'est signalé au siège de Corfou (1716) avec ses frères Marc et Jean-Baptiste
- Comte Nicolas-Alvise Théotokis (Νικόλαος Αλοΐσιος Θεοτόκης, 1702-1762), fils du précédent, ambassadeur à Venise à partir de 1746
- Comte Spyridon Georges Théotokis (el) (Σπυρίδων Γεώργιος Θεοτόκης, Corfou 1722-1803), fils du précédent, président du Sénat ionien et chef du gouvernement de la république des Sept-Îles 
  - Comtesse Isabella Teotochi Albrizzi, fille d'Antoine et nièce du précédent (Ισαβέλλα Θεοτόκη-Αλμπρίτζι, Corfou 1760 - Venise 1836), auteure, amatrice d'art, qui tenait un célèbre salon littéraire à Venise
  - Comte Alvise Théotokis (Αλοΐσιος Θεοτόκης, 1766-1828), frère de la précédente 
    - Comte Marc-Alvise Théotokis, fils de Spyridon  (Μάρκος-Αλοΐσιος Θεοτόκης, 1824-1912), petit-fils du précédent, historien et directeur des Archives du Sénat de Corfou 
      - Comte Constantin Théotokis (el) (Κωνσταντίνος Θεοτόκης, 1872-1923), fils du précédent, écrivain important de l'école ionienne (en)
      - Comte Dimitrios Théotokis (Δημήτριος Θεοτόκης, 1874-1923), frère du précédent, militaire, général commandant la Division indépendante (el) chargée de la conquête de la Thrace orientale et de Constantinople lors de la Guerre gréco-turque
      - Comte Spyridon Marc Théotokis (Σπυρίδων Θεοτόκης, 1876-1940), frère des précédents, érudit, historien, directeur des Archives du Sénat de Corfou et des Archives de Venise

## Rameau «Stathachi»

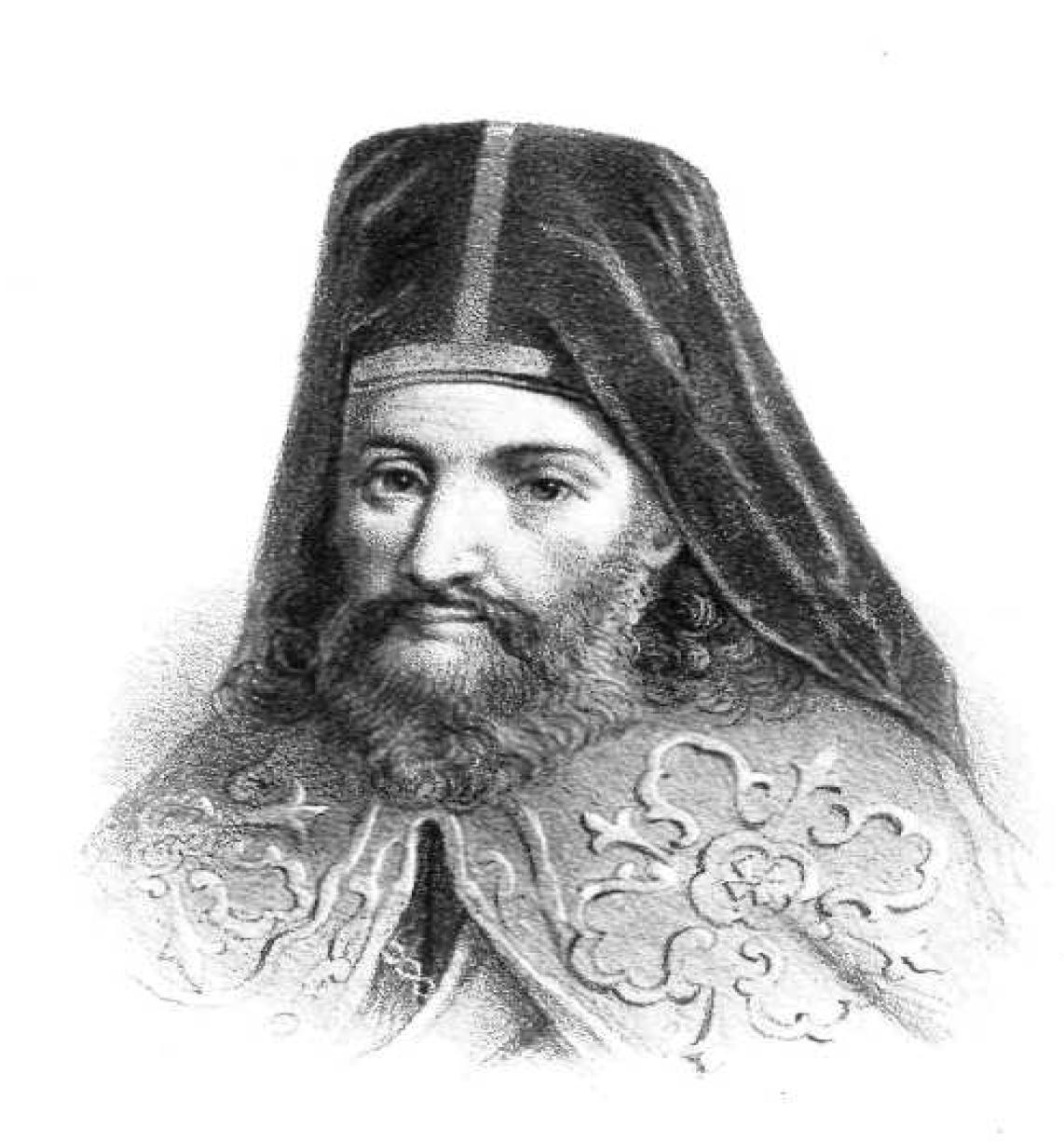

Cette famille reçoit le titre de baron en primogéniture par décret de l'Empereur Napoléon Ier du 7 février 1812.
- Nicéphore Théotokis (en) (Νικηφόρος Θεοτόκης, Corfou 1731 - Moscou 1800), théologien et philosophe majeur de la renaissance culturelle grecque, archevêque d'Astrakhan et Stavropol 
  - Baron Emmanuel Théotokis (el), fils d'Eustache (Εμμανουήλ Θεοτόκης, Corfou 13 septembre 1777-1837), neveu du précédent, président du Sénat de la république des Sept-Îles, créé baron par Napoléon Ier en 1812
    - Baron Andréas Théotokis (Ανδρέας Θεοτόκης, 1802-1889), fils du précédent, politicien et érudit, député à l'Assemblée de la république des Îles Ioniennes

## Rameau «Daviazzo»

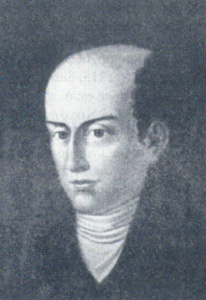
en 1865.

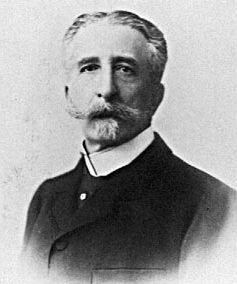
Le Premier ministre Georges Théotokis.

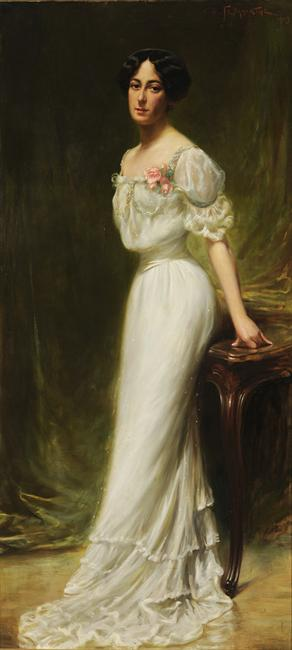
Zaïra Théotoki-Ralli, portrait par Dimitrios Geraniotis.

- Jean-Baptiste Théotokis (el) (Ιωάννης Βαπτιστής Θεοτόκης, 1777-1865), membre de la Filikí Etería, ministre et sénateur du royaume de Grèce 
  - Spyridon Théotokis (Σπυρίδων Θεοτόκης, 1811-1870), fils du précédent, qui épousa vers 1841 l'écrivaine et aventurière anglaise Jane Digby 
    - Michel Théotokis (el), fils de Nicolas-André (Μιχαήλ Θεοτόκης, 1842-1916), neveu du précédent, maire de Corfou (1887-1895), député (1902-1915) et président du Parlement hellénique (1916)
    - Georges Théotokis (Γεώργιος Θεοτόκης, 1844-1919), frère du précédent, Premier ministre de Grèce à quatre reprises entre 1899 et 1909 
      - Nicolas Théotokis (Νικόλαος Θεοτόκης, 1878-1922), fils du précédent, ministre grec, exécuté après le Procès des Six
      - Ioannis Théotokis dit John (Ιωάννης [Τζόν] Θεοτόκης, 1880-1961), frère du précédent, Premier ministre de Grèce en 1950
        - Spyros Théotokis (el) (Σπύρος Θεοτόκης, 1908-1980), fils du précédent, homme politique plusieurs fois ministre

      - Zaïra Théotoki (Ζαΐρα Θεοτόκη), sœur des précédents, épouse de Sidney Merlin puis du Premier ministre Ioannis Rallis, mère du Premier ministre Georges Rallis

## Armoiries
Les armoiries de la branche comtale aînée ou Calocardaréi sont « d’azur, au lion d’or rampant, tenant dans sa patte dextre une épée en barre du même qui traverse sa tête, surmonté d’une couronne de Comte ». La branche comtale Androutselli, ou sixième branche, porte les mêmes armoiries avec l’addition que le lion est représenté « empiétant par son pied dextre une tête de Maure au naturel tortillée d’argent ». La branche baroniale, ou deuxième branche, porte le même écusson que la branche comtale Calocardaréi avec l’addition d’un « Franc-quartier d’argent à la branche de chêne de sinople chargé d’une fasce crénelée de gueules, maçonnée de sable », surmonté d’une couronne de baron. Les autres branches portent l’écusson de la première branche surmonté d’une couronne de noble.

## Sources
- Eugène Rizo Rangabé (el), Livre d'or de la noblesse Ionienne, vol. 1 : Corfou, Athènes, Eleftheroudakis,‎ 1925 (lire en ligne), p. 223-252
- (el) Spyridon Marc Théotokis, Album commémoratif de l'exposition rétrospective panionienne : Deux mots au lecteur étranger, Corfou, αδελφ. Γ. Ασπιώτη,‎ 1914 (présentation en ligne, lire en ligne)